# Jean Albert Gaudry
Jean Albert Gaudry (Saint-Germain-en-Laye, 16 de setembro de 1827 — Paris, 27 de novembro de 1908) foi um geólogo e paleontólogo francês.
Foi laureado com a medalha Wollaston de 1884, concedida pela Sociedade Geológica de Londres.
Em sua homenagem, foi criado em 1910 o Prémio Gaudry.

## Obras
- "Animaux fossiles et géologie de l'Attique" (2 vols., 1862-1867)
- "Cours de paléontologie (1873)
- "Animaux fossiles de Mont LebOron" (1873)
- "Les Enchainements du monde animal dans les termes géologiques" ("Mammifères Tertiaires", 1878; "Fossiles primaires", 1883; "Fossiles secondaires", 1890)
- "Essai de paléontologie philosophique" (1896)